# 苏菲·阿布·塔勒布
苏菲·阿布·塔勒布（阿拉伯語：صوفى أبو طالب，Ṣūfī Abū Ṭālib，1925年1月27日—2008年2月21日），埃及政治人物。1978年到1983年担任埃及议会议长，1981年10月6日穆罕默德·安瓦爾·薩達特遇刺后，履行代总统职务，直到八天后穆罕默德·胡斯尼·穆巴拉克上任。
2008年2月21日，前往马来西亚参加卡罗艾資哈爾大學校友联谊会时心脏病发去世，享年83岁。